# Radek Černý
Radek Černý (pronunție în cehă [ˈradek ˈtʃerniː]; n. 18 februarie 1974, Praga, Cehoslovacia) este un fost fotbalist ceh care a jucat pe postul de portar. A jucat pentru o mare parte a carierei la Slavia Praga din Prima Ligă din Cehia între 1996 și 2008, când s-a transferat în Anglia. Černý a petrecut opt ani în Anglia cu Tottenham Hotspur și Queens Park Rangers înainte de a se întoarce la fostul său club Slavia în 2013, unde a jucat un sezon înainte de retragere. Černý a jucat trei meciuri la echipa națională a Cehiei între 2000 și 2002.

## Cariera pe echipe

### Slavia Praga
Născut în Praga, Cehoslovacia, Černý a devenit fotbalist profesionist în 1993, în vârstă de 17 ani, la Slavia Praga. Tatăl și fratele său au jucat tot pentru Sparta.
Černý nu a primit șanse la Sparta și a jucat pentru SK České Budějovice JČE în primele două sezoane ale Primei Ligi din Cehia și Union Cheb din Liga a treia înainte de a juca pentru prima echipă a lui Slavia. El a jucat în mai mult de 150 de meciuri pentru Slavia, multe dintre ele în competițiile europene. Cu Slavia a câștigat Cupa Cehiei de două ori și a înscris un gol, ultimul  dintr-o victorie în campionat cu 4-0 împotriva lui FK Jablonec 97 în sezonul 1999-2000.

### Tottenham Hotspur
Černý a fost împrumutat la Tottenham pentru un an și jumătate în ianuarie 2005, împrumut care a fost prelungit până la sfârșitul anului 2008  pentru a îl înlocui pe Kasey Keller, care, nereușind să se impună ca titular la Tottenham în fața lui Paul Robinson a plecat la Borussia Mönchengladbach.

### Queens Park Rangers
La 4 mai 2008, Černý a declarat pentru Sky Sports News că va semna cu QPR din Championship la sfârșitul sezonului, plecând de la Tottenham din cauză că nu a primit șanse de joc. Transferul a fost confirmat la 13 mai. El și-a făcut debutul în victoria lui QPR 2-1 cu la Barnsley la Loftus Road.